# Madonna Litta
Die „Madonna Litta“ ist ein von Giovanni Antonio Boltraffio gemaltes Gemälde der italienischen Renaissance.

## Geschichte und Kontroverse
Das Bild der „Stillenden Madonna“, die nach ihrem langjährigen Besitzer allgemein als „Madonna Litta“ in die Kunstgeschichte eingegangen ist, gilt als eines der bekanntesten Werke von Leonardo da Vinci, obwohl die Mehrheit der Kunstwissenschaftler sie ihm heute nicht mehr zuschreibt. Schon lange wird versucht, Giovanni Antonio Boltraffio als ihren Schöpfer festzulegen. Neuere Forschungen gehen allerdings davon aus, dass es nur teilweise von ihm stammt und wesentliche Teile von Marco d’Oggiono ausgeführt worden sind. Es ist belegt, dass beide Maler innerhalb der Leonardo-Werkstatt gemeinsame Aufträge ausführten, wofür die ehemals ebenfalls Leonardo zugeschriebene Auferstehung Christi mit den Heiligen Lionardo und Lucia in der Berliner Gemäldegalerie ein imposantes Beispiel ist.
Der älteste Hinweis auf das Bild stammt aus dem Jahr 1543, damals berichtet  Marcantonio Michiel über eine Madonnentafel, die sich in der Sammlung Michiel Contarinis in Venedig befand: "Vi è un quadretto d’un piede, poco più, de una nostra Donna, mezza figura, che da latte al fanciullo colorita de man de Leonardo Vinci opera della gran forza e molto finita. " In der Forschung wird Michiels erwähnte Tafel überwiegend mit der „Madonna Litta“ identifiziert.
Gegen 1784 gehörte die Tafel anscheinend zur Sammlung des Prinzen Belgioioso, bevor sie 1813 in die Sammlung Litta in Mailand kam, aus der sie durch Erbschaft in die der Visconti von Mailand überging. Dort galt sie traditionell als ein eigenhändiges Werk Leonardos, was Zar Alexander II. 1865 dazu veranlasste, sie für die Eremitage zu erwerben. Als Bestätigung für die Zuschreibung galt die 1855 von Giuseppe Vallardi entdeckte Zeichnung Kopfstudie, die sich heute im Louvre in Paris befindet.
Gleich nach dem Ankauf wurde das Werk von seinem alten Bildträger, einer Holztafel, getrennt und auf Leinwand übertragen. Hierbei kam es zu erheblichen, irreparablen Beschädigungen.
Zwischen 1880 und 1886 wurde die Autorenschaft von Leonardo da Vinci durch Giovanni Morelli erstmals bezweifelt. Er schrieb die Tafel Bernardino de Conti zu. Dieser Meinung schlossen sich 1896 Fritz von Harck, 1902 Delarow, 1907 Artur Wolynski und erstmal auch Bernard Berenson an. Abgelehnt wurde die Zuschreibung von Hildebrandt, Woldemar von Seidlitz und Adolfo Venturi, die in dem Werk eine Arbeit der damals erst wenig erforschten Brüder Evangelista und Ambrogio de Predis sehen wollten. Wilhelm von Bode, Botari, Poggi, Osvald Sirén und Lionello Venturi gingen sogar so weit, die Tafel nur als die Arbeit eines unbekannten Meisters der Mailänder Schule zu betrachten, der sie nach einem Karton oder Zeichnungen von Leonardo ausführte. Wilhelm Suida schlug dann erstmals Marco d’Oggiono als Schöpfer vor.
Trotz dieser neuen Zuschreibungsversuche hielten zahlreiche Kunstkritiker an der traditionellen Zuschreibung an Leonardo fest, so 1899 A. Somof, 1901 Cook, 1912 Ernst von Liphart und 1952 Ludwig Goldscheider. Goldscheider räumt allerdings ein, dass Teile von fremder Hand gemalt worden seien. Als ihren Urheber schlägt er Giovanni Antonio Boltraffio vor. Dies gewann immer mehr Befürworter und bald überwogen die Zuschreibungen an Boltraffio. Eine Bestätigung erfolgte 1984 durch Alessandro Ballarin, der im Berliner Kupferstichkabinett eine Gewandstudie für die „Madonna Litta“ als Werk von Boltraffio erkannte. Bereits 1902 hatte Charles Loeser Boltraffio als Zeichner vorgeschlagen, doch war das Blatt durch falsche Ablage bald darauf wieder in Vergessenheit geraten. 1929 wurde es noch einmal von Suida als Werk eines lombardischen Künstlers publiziert, bevor es erst Anfang der 1980er Jahre wieder Beachtung fand. Die Zuschreibung an Boltraffio ist, außer durch Brown (der die Zeichnung als Arbeit von Marco d’Oggiono publizierte), allgemein anerkannt.
Obwohl die Zuschreibung an Leonardo da Vinci heute als widerlegt gilt, wird die „Madonna Litta“ in der Eremitage bis heute als ein eigenhändiges Werk von ihm ausgestellt.